# Glenea fasolii
Glenea fasolii är en skalbaggsart som beskrevs av Stephan von Breuning 1949. Glenea fasolii ingår i släktet Glenea och familjen långhorningar.
Artens utbredningsområde är Myanmar. Inga underarter finns listade i Catalogue of Life.